# ایلوگان
ایلوگان (به انگلیسی: Illogan) یک روستا و محله مدنی در بریتانیا است که در کورنوال واقع شده‌است. ایلوگان ۵٬۴۰۴ نفر جمعیت دارد.